# Бен-Рехайем, Мохамед
Моха́мед Бен-Рехайем (араб. محمد بن رحيّم‎; 20 марта 1951, Сфакс — 21 августа 2020, Сфакс) — тунисский футболист, играл на позиции полузащитника. Участник чемпионата мира 1978 года.

## Биография

### Клубная карьера
Бен-Рехайем в течение девяти сезонов играл на родине за «Сфаксьен», с которым выиграл два чемпионских титула в 1971 и 1978 годах, а также Кубок Туниса в 1971 году. В 1979 году уехал в Саудовскую Аравию, где в течение одного сезона играл за «Ан-Наср» и выиграл чемпионский титул. 
Следующим его клубом в карьере стал эмиратский «Аль-Айн», с которым в 1981 году выиграл чемпионский титул. 
В 1981 году вернулся в «Сфаксьен», за который играл в течение пяти сезонов и в 1983 году выиграл чемпионский титул.

### Карьера в сборной
В составе сборной Туниса принимал участие на чемпионате мира 1978 года, где сыграл в трёх матчах группового этапа со сборными Мексики (3:1), Польши (0:1) и ФРГ (0:0). По итогам турнира сборная Туниса заняла в группе 3-е место с 3 очками и не вышла в следующий раунд. Всего за сборную Туниса сыграл 35 матчей и забил 4 гола.

### Смерть
Скончался 21 августа 2020 года в возрасте 69 лет.

## Достижения
«Сфаксьен»
- Чемпион Туниса (3) : 1970/71, 1977/78, 1982/83
- Обладатель Кубка Туниса (1) : 1970/71

 «Ан-Наср»
- Чемпион Саудовской Аравии (1): 1979/80

 «Аль-Айн»
- Чемпион ОАЭ (1) : 1980/81